# St. Andreas (Degernbach)

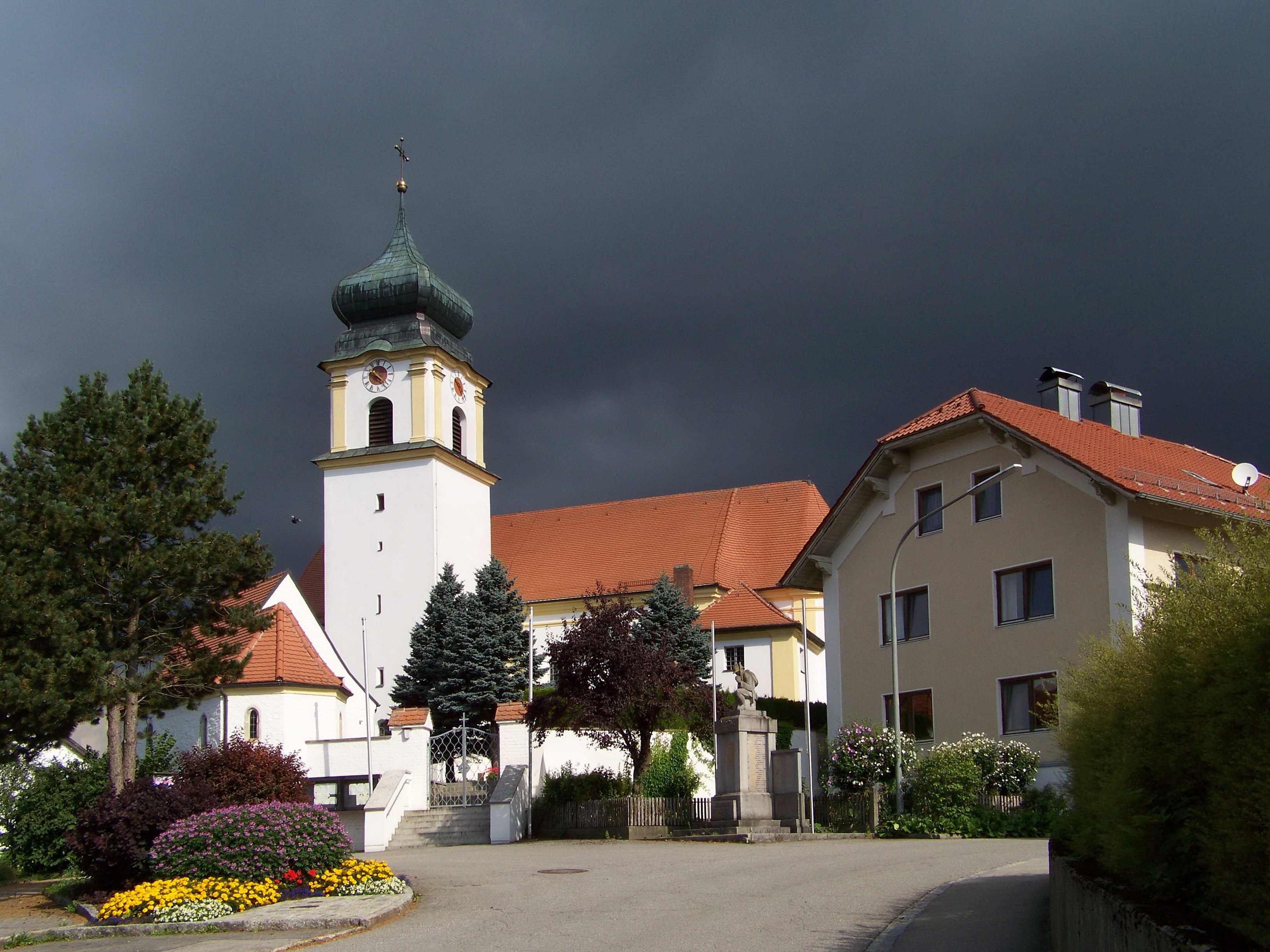
St. Andreas in Degernbach

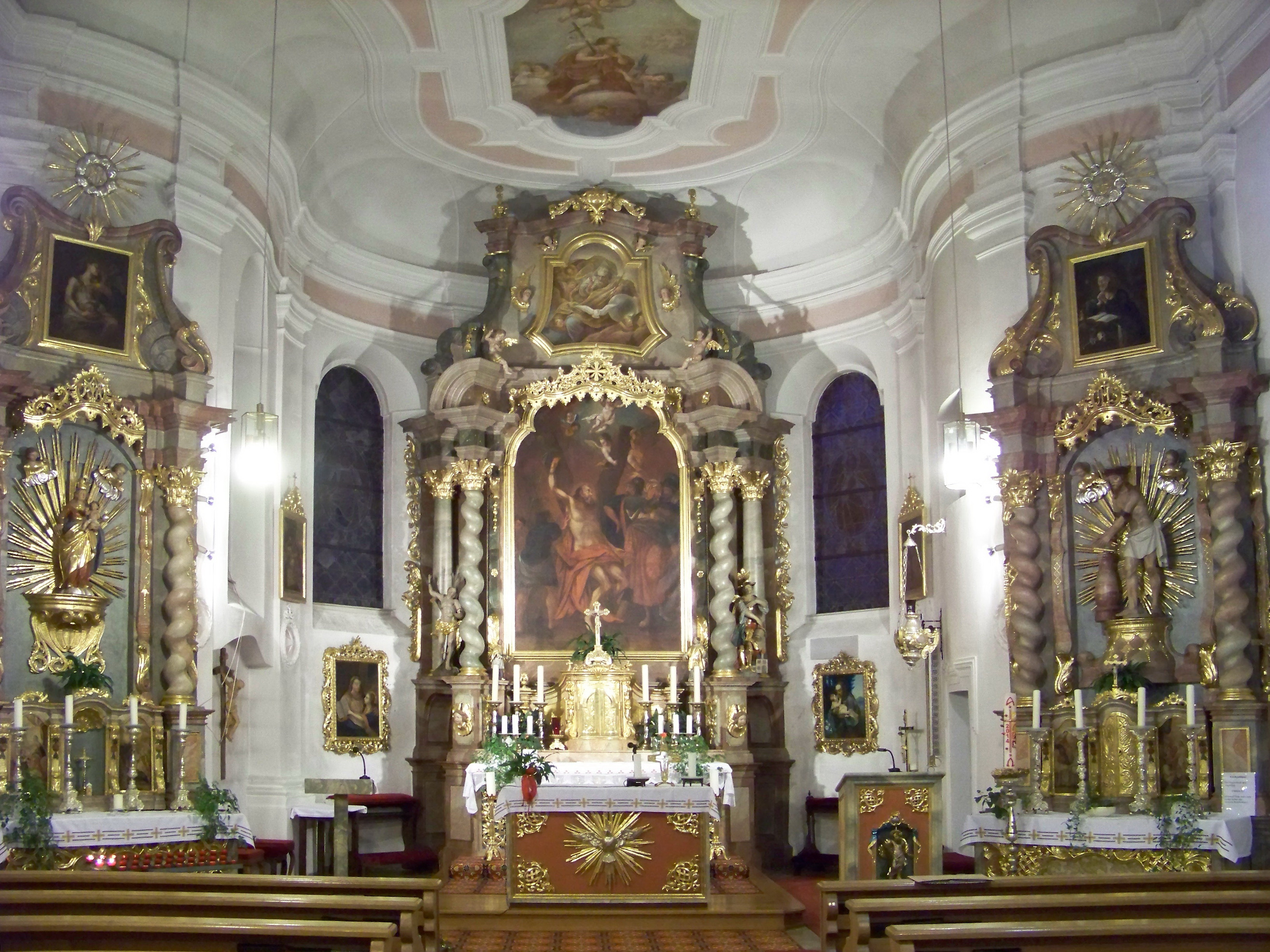
Hochaltar und Seitenaltäre in St. Andreas

Die römisch-katholische Pfarrkirche St. Andreas steht in Degernbach, einem Gemeindeteil der Stadt Bogen im niederbayerischen Landkreis Straubing-Bogen. Sie ist in der Liste der Baudenkmäler in Bogen (Stadt) unter der Nummer D-2-78-118-43 eingetragen. Die Kirche mit der gleichnamigen Pfarrei gehört zur Pfarreiengemeinschaft Bogenberg – Degernbach – Pfelling im Dekanat Straubing-Bogen des Bistums Regensburg.

## Beschreibung

### Architektur und Malereien
Die barocke Saalkirche wurde 1735 erbaut. Sie besteht aus dem Langhaus, dem eingezogenen, halbrund geschlossenen Chor im Osten, einer Sakristei an der Südwand des Chors und dem Kirchturm an der Südwand des Langhauses. Langhaus und Chor sind mit Flachdecken überspannt.
Die Deckenmalereien werden Joseph Anton Merz zugeschrieben. Das Hauptbild im Langhaus zeigt den heiligen Apostel Andreas, den Kirchenpatron, im Glanz der himmlischen Herrlichkeit, dem Christus mit dem Kreuz entgegenkommt. Im Chor ist es der heilige Johannes der Täufer in der Glorie des Himmels.

### Altäre
Der Hochaltar und die ebenfalls im Stil des Rokoko gestalteten Seitenaltäre wurden um 1740 aufgestellt. Auf dem Altarblatt des Hochaltars zwischen je einer gewendelten und einer glatten Säule ist in einem mit goldener Bekrönung abschließenden Gemälde das Martyrium des heiligen Andreas dargestellt. Der rechte Arm ist bereits an einem der diagonal verlaufenden Balken des später so genannten Andreaskreuzes festgeschnallt. Während die Henker noch den Heiligen martern, scheinen Engel ihn mit dem Kreuz in den Himmel heben zu wollen. Das Gemälde im Altarauszug zeigt Gottvater und in Gestalt der Taube den Heiligen Geist. Vor den glatten Säulen des Altars links und rechts steht je eine kleine Statue eines Heiligen.

### Orgel
Auf der Westempore der Kirche ist eine Orgel aufgestellt, die 1955 von dem Orgelbauunternehmen G. F. Steinmeyer & Co. (Oettingen in Bayern) geschaffen wurde. Sie hat elf Register auf zwei Manualen und Pedal. Vorher hatte eine 1842 erbaute Orgel in der Kirche gestanden, danach ein Instrument, das 1921 von Ludwig Edenhofer junior in Deggendorf erbaut worden war.